# Université de Gaziantep
L'université de Gaziantep (en turc : Gaziantep Üniveristesi) est une université publique fondée en 1973 et située à Gaziantep, en Turquie.

## Galerie

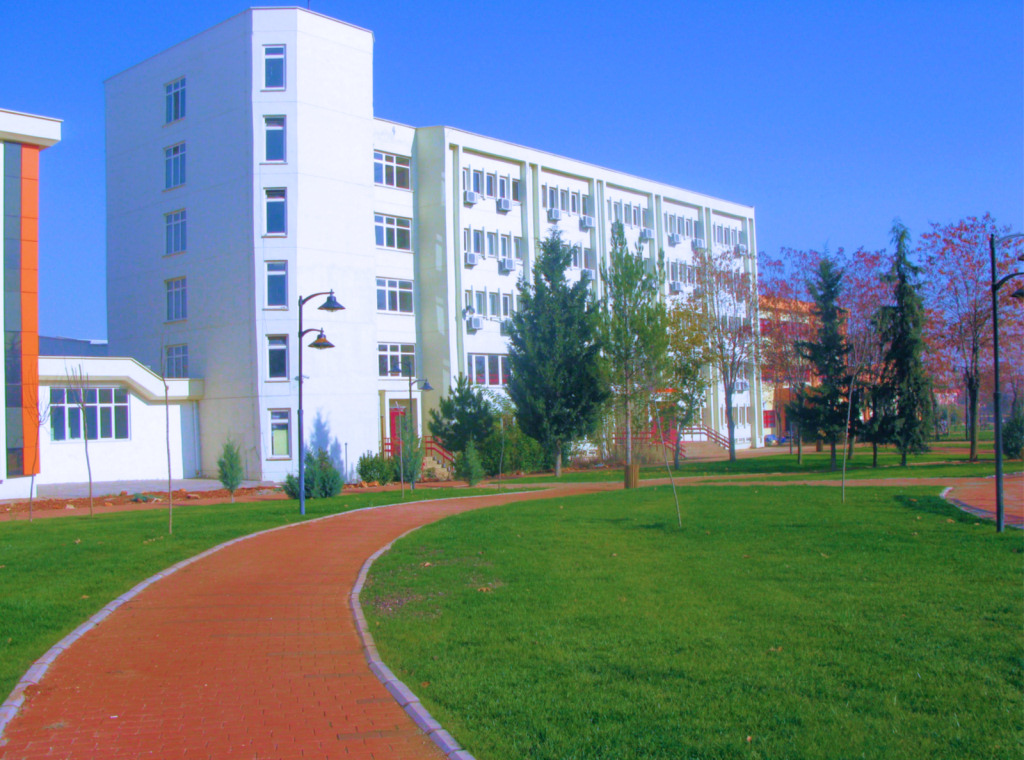
Faculté des sciences et des lettres de Gaziantep
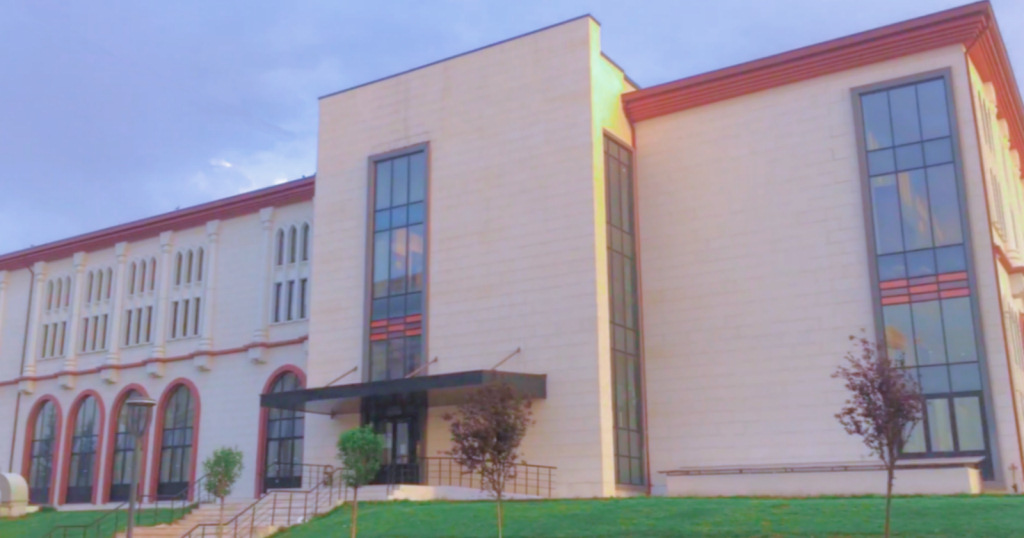
Faculté de droit de Gaziantep
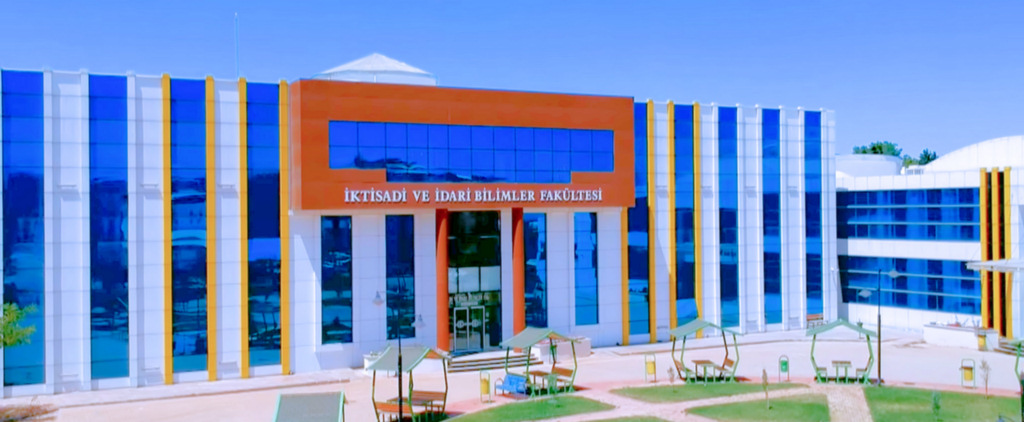
Université de Gaziantep. Faculté des sciences économiques et administratives
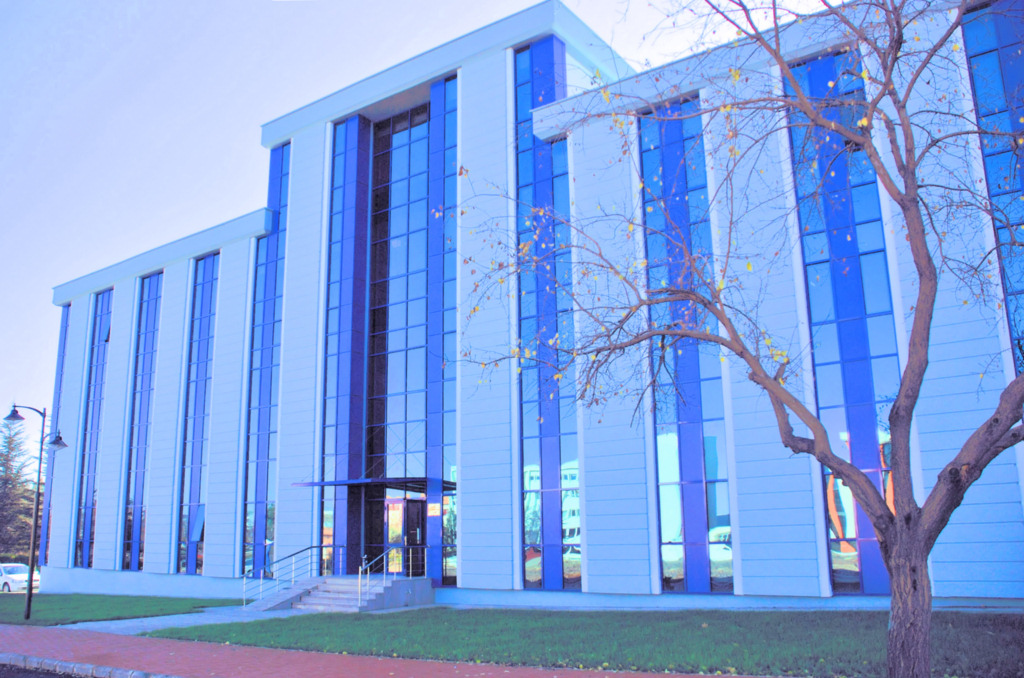
Gaziantep Génie industriel
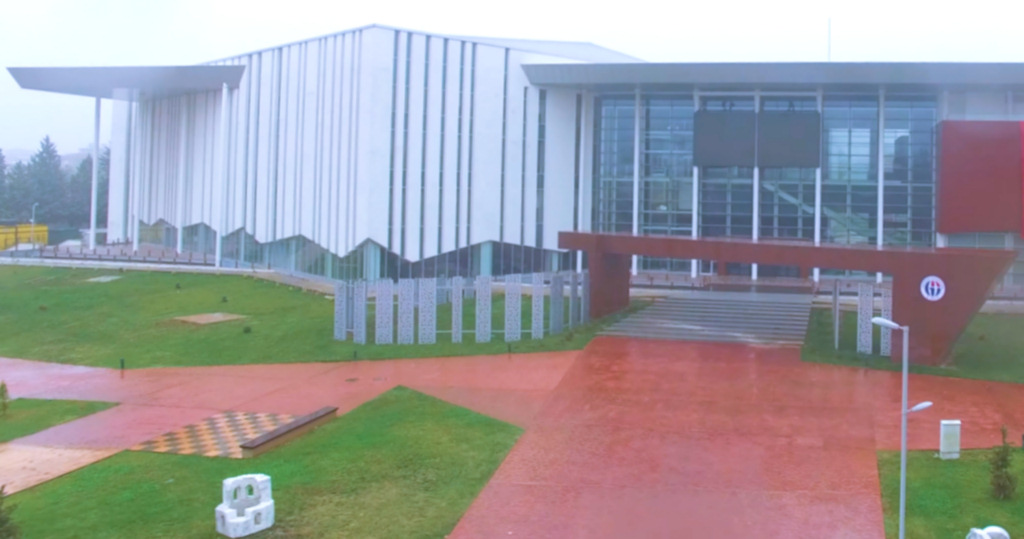
Centre de congrès et d'art de l'université de Gaziantep